# Parodontologi
parodontologi, är läran om tandlossningssjukdomarna och en av de odontologiska specialiteterna. Specialistutbildad tandläkare inom området kallas parodontolog.